# 維扎斯河
維扎斯河是俄羅斯的河流，位於阿爾漢格爾斯克州內，河道全長219公里，流域面積3,050平方公里，發源自一個小型湖泊，最終注入巴倫支海的喬沙灣，河水主要來自融雪和雨水。